# Biskupová
Biskupová je obec v okrese Topoľčany v Nitranském kraji na západním Slovensku. Žije zde 241 obyvatel. V roce 2014 zde žilo 246 obyvatel.

## Geografie

### Poloha
Obec leží ve střední části Nitranské pahorkatiny na středním toku říčky Radošinky. Odlesněné území leží v nadmořské výšce 155–226 m, střed obce leží ve výšce 157 m n. m. Široké krátké hřbety jsou členěné úvaly jsou tvořeny terciérními jíly překrytými spraší. Půdním typem je hnědozem.
Celková rozloha obce je 3,304 km², z toho 92 % tvoří zemědělská půda (2020). Celkové využití půdy (2020): 87 % orná půda, 3 % zahrady. V roce 2023 připadalo 304,85 ha na zemědělskou půdu, u toho 287,7 ha byla orná půda.
Obcí vede železniční trať Zbehy – Radošína se zastávkou Biskupová.

### Sousední obce
Obec sousedé:
|          | Malé Ripňany |                    |
| Merašice |              | Čermany, Hruboňovo |
|          | Kapince      |                    |

## Historie
Historie obce sahá do 13. století. První písemná zmínka o obci pochází z roku 1326, kde je uvedena jako Villa Domini Episcopi Nitriensis a náležela nitranskému biskupství, které obec dostala od rodiny Ludanických. Jiné doložené názvy jsou např. Pispeky z roku 1440, Wiskupowa z roku 1773 nebo Biskupowa z roku 1786, maďarsky Püspökfalu. Obec později byla ve správě pánů z Radošína. V době turecké invaze v roce 1599 byla vypálená Turky. V roce 1753 žilo v obci 28 rodin, v roce 1787 žilo v 22 domech 125 obyvatel a v roce 1828 žilo v146 obyvatel v 21 domech. Hlavní obživou bylo zemědělství. V roce 1942 byla obec elektrifikovaná a v plynofikace proběhla v roce 1996

## Znak
Blason: V červeném štítu na zlato-červeno děleném pažitu pod zlatou hvězdou stříbrná, zlatem zdobená mitra, vedle stříbrná berla se zlatou hlavicí a bodcem.
Hovořící znak se váže k názvu obce a je vytvořený podle pečetě z roku 1785, která zobrazuje mitru a berlu.